# Oxymyrrhine coronata
Oxymyrrhine coronata är en myrtenväxtart som beskrevs av Barbara Lynette Rye och Malcolm Eric Trudgen. Oxymyrrhine coronata ingår i släktet Oxymyrrhine och familjen myrtenväxter. Inga underarter finns listade i Catalogue of Life.